# Carphontes
Carphontes es un género de escarabajos longicornios de la tribu Acanthocinini.

## Especies
- Carphontes paradoxus Monne & Monne, 2010
- Carphontes posticalis Bates, 1881